# Prima Divisione FIDAF 2018
La Prima Divisione FIDAF 2018 è la 2ª edizione del campionato di football americano di Prima Divisione, organizzato dalla FIDAF, precedentemente gestito dalla lega IFL.
Il 2 marzo è stata annunciata la prosecuzione del partenariato tra FIDAF e Havas Media fino al 2020 e la sede dell'Italian Bowl, che sarà lo Stadio Sergio Lanfranchi di Parma.

## Formula
Con i 10 team partecipanti non cambia la formula del campionato, che sarà disputato a girone unico.
Ai 9 incontri di sola andata che le squadre disputeranno è stata aggiunta una partita denominata "Classica", che porta a 10 il totale degli incontri per ogni partecipante. Gli accoppiamenti sono i seguenti:
| Risultato andata | Prima squadra   | Seconda squadra | Risultato ritorno |
| ---------------- | --------------- | --------------- | ----------------- |
| 42-0             | Dolphins Ancona | UTA Pesaro      | 28-14             |
| 19-33            | Ducks Lazio     | Guelfi Firenze  | 27-6              |
| 12-16            | Giaguari Torino | Lions Bergamo   | 16-27             |
| 0-36             | Giants Bolzano  | Panthers Parma  | 20-10             |
| 25-32            | Rhinos Milano   | Seamen Milano   | 12-49             |

## Squadre partecipanti
A seguito della retrocessione dei Grizzlies Roma e della decisione dei Blackbills - vincitori del campionato di Seconda Divisione - di non partecipare alla massima serie (al contrario, la compagine si è sciolta e sono nate nuove squadre a Rivoli e a Cavallermaggiore), il campionato è passato da 11 a 10 squadre.
I Grizzlies Roma e i Marines Lazio hanno avviato il progetto Lazio Football; i Marines partecipano al campionato di Prima Divisione col nome di Ducks Lazio.
| Club            | Città   | Stadio                                    | Sponsor ufficiale | Risultato nella stagione 2017 |
| --------------- | ------- | ----------------------------------------- | ----------------- | ----------------------------- |
| Dolphins Ancona | Ancona  | C.S. Nelson Mandela                       | GLS               | 7º posto in regular season    |
| Ducks Lazio     | Roma    | C.S. Dabliu Eur                           | Cottorella        | 8º posto in regular season    |
| Giaguari Torino | Torino  | Stadio Primo Nebiolo                      |                   | Wild Card                     |
| Giants Bolzano  | Bolzano | Stadio Europa                             |                   | Semifinalisti IFL             |
| Guelfi Firenze  | Firenze | Guelfi Sport Center                       |                   | 9º posto in regular season    |
| Lions Bergamo   | Bergamo | Stadio Comunale (Verdello)                | Balsamo Srl       | Wild Card                     |
| Panthers Parma  | Parma   | Stadio Sergio Lanfranchi                  |                   | Semifinalisti                 |
| Rhinos Milano   | Milano  | Campo Comunale (Limbiate)                 | Sampla Belting    | Finalisti                     |
| Seamen Milano   | Milano  | Stadio Ernesto Breda (Sesto San Giovanni) | Cisalfa           | Vincitori XXXVII Italian Bowl |
| UTA Pesaro      | Pesaro  | Campo Comunale                            | Ranocchi          | 10º posto in regular season   |

## Head coach
| Club            | Head coach         | In carica da     |
| --------------- | ------------------ | ---------------- |
| Dolphins Ancona | Roberto Rotelli    |                  |
| Ducks Lazio     | Bart Iaccarino     | 3 agosto 2017    |
| Giaguari Torino | Jay Venuto         |                  |
| Giants Bolzano  | Argeo Tisma        |                  |
| Guelfi Firenze  | Brett Morgan       | 7 settembre 2017 |
| Lions Bergamo   | Adam Rita          | 14 agosto 2016   |
| Panthers Parma  | Andrew Papoccia    | 2009             |
| Rhinos Milano   | Roberto D'Ambrosio | 23 novembre 2017 |
| Seamen Milano   | Michael Wood       | 2 ottobre 2017   |
| UTA Pesaro      | Francesco Sclafani |                  |

## Stagione regolare

### Calendario

#### 1ª giornata
| Arbitri: | R. Passalacqua Sala Tomaz I. Conti G. Virone Marcuccetti L. Sireci |

| |           |  |
| Almeida 0':45" Q1 (TD) 74yd pass from Dawson Q. Sousa 6':20" Q2 (TD) 21yd run F. Camorani Q2 (pat) Almeida 10':50" Q4 (TD) 28yd pass from Dawson F. Camorani Q4 (pat) | Marcatori |  |

| Roma 4 marzo 2018, ore 13:00 | Ducks Lazio | 15 – 21 (7-0 0-14 2-0 6-7) referto | Giants Bolzano | CS Dabliu Eur (150 spett.) |
| M. Marenda 0':00" Q1 ( TD ) 24yd pass from H. Fortune G. Bianco Q1 ( pat ) T. Mariani 9':09" Q3 ( saf ) A. Rinaldi 5':03" Q4 ( TD ) 9yd pass from H. Fortune Marcatori Simone 9':49" Q2 ( TD ) 23yd pass from J. Brown Bonacci 5':26" Q2 ( TD ) 22yd pass from J. Brown N. Gallina Q2 ( tpc ) pass from J. Brown Simone 3':15" Q4 ( TD ) 23yd pass from J. Brown della Vecchia Q4 ( pat ) |             | |                |                            |
| |             | |                |                            |
| M. Marenda 0':00" Q1 (TD) 24yd pass from H. Fortune G. Bianco Q1 (pat) T. Mariani 9':09" Q3 (saf) A. Rinaldi 5':03" Q4 (TD) 9yd pass from H. Fortune | Marcatori   | Simone 9':49" Q2 (TD) 23yd pass from J. Brown Bonacci 5':26" Q2 (TD) 22yd pass from J. Brown N. Gallina Q2 (tpc) pass from J. Brown Simone 3':15" Q4 (TD) 23yd pass from J. Brown della Vecchia Q4 (pat) |                |                            |

#### 2ª giornata
| Arbitri: | M. Bernardi Camossa A. Ferrante G. Alfonso P. Moglia A. Pagani W. Garcia |

| |           |                                   |
| E. Iuliano 1':53" Q2 (TD) 25yd pass from Venuto L. Brun Q2 (pat) Zucco 5':02" Q3 (TD) 17yd pass from Venuto L. Brun Q3 (pat) | Marcatori | C. Brancaccio 5':15" Q1 (FG) 40yd |

| Arbitri: | Sala N. Fani Tomaz Frisiani A. Ferrarini A. Sartini |

|                      |           |                                             |
| Team 9':52" Q1 (saf) | Marcatori | Team 9':29" Q2 (TD) 0yd blocked punt return |

| Arbitri: | G. Sabbatinelli A. Serri I. Conti F. Monti S. d'Amato L. Ferracuti F. Mariotti |

|                                                    |           | |
| M. Bartolini 1':39" Q2 (TD) 2yd run Spada Q2 (pat) | Marcatori | M. Gentili 10':50" Q2 (TD) 29yd pass from H. Fortune G. Bianco Q2 (pat) M. Gentili 6':20" Q2 (TD) 1yd run G. Bianco Q2 (pat) M. Gentili 7':47" Q3 (TD) 4yd run G. Bianco Q3 (pat) Biancalana 9':39" Q4 (TD) 14yd pass from H. Fortune G. Bianco Q4 (pat) Biancalana 1':45" Q4 (TD) 19yd pass from J. Croppenstedt |

| Arbitri: | G. Virone Gaias B. Stevanovic S. Bernini Colombo A. Visconti R. Rettani |

| |           |                                                                                      |
| Simone 1':32" Q1 (TD) 58yd pass from J. Brown della Vecchia Q1 (pat) Simone 2':58" Q2 (TD) 29yd pass from J. Brown N. Gallina 0':28" Q2 (TD) 22yd pass from J. Brown Simone Q2 (tpc) pass from J. Brown Bonacci 8':56" Q4 (TD) 21yd pass from J. Brown della Vecchia Q4 (pat) J. Brown 0':0" Q4 (TD) 2yd run della Vecchia Q4 (pat) | Marcatori | A. Mazzola 8':34" Q4 (TD) 68yd pass from Fimiani Moronesi Q4 (tpc) pass from Fimiani |

#### 3ª giornata
| Arbitri: | R. Passalacqua M. di Cecio I. Conti M. Carbone A. Robledo M. Santo R. Rettani |

| |           |                                               |
| Vannucci 11':49" Q2 (TD) 33yd pass from Dawson F. Camorani Q2 (pat) V. Bemmo Pogo 7':35" Q3 (TD) 24yd pass from Dawson F. Camorani Q3 (pat) Dawson 0':26" Q4 (TD) 2yd run F. Camorani Q4 (pat) | Marcatori | M. Furghieri 10':00" Q3 (TD) 45yd punt return |

| Arbitri: | S. d'Amato A. Serri B. Stevanovic G. Sabbatinelli A. Visconti A. Sartini L. Ferracuti |

| |           |                                                                      |
| T. Mosca 9':45" Q1 (TD) 37yd pass from J. Dean C. Brancaccio Q1 (pat) T. Mosca 0':03" Q2 (TD) 10yd pass from J. Dean C. Brancaccio Q2 (pat) F. Misher 0':30" Q3 (TD) 8yd run C. Brancaccio Q3 (pat) M. Marchini 0':28" Q4 (TD) 25yd pass from J. Dean C. Brancaccio Q4 (pat) | Marcatori | G. Bonanno 4':00" Q1 (TD) 16yd pass from K. Ellison R. Ines Q1 (pat) |

| Arbitri: | M. Bernardi G. Davis G. Alfonso E. Arcangelo Zampedri N. Janicijevic V. Maraventano |

| |           |  |
| di Tunisi 0':06" Q2 (TD) 31yd pass from Zahradka A. Lupo Q2 (pat) I. Lamamra 9':25" Q3 (TD) 27yd pass from Zahradka Mitchell 2':20" Q3 (TD) 2yd pass from Zahradka Mitchell Q3 (tpc) pass from Zahradka | Marcatori |  |

| Arbitri: | S. d'Amato A. Serri B. Stevanovic G. Sabbatinelli A. Visconti A. Sartini L. Ferracuti |

|                                                                      |           | |
| M. Gualandi 10':00" Q4 (TD) 2yd pass from A. Fiordoro Spada Q4 (pat) | Marcatori | Malpeli Avalli 8':45" Q1 (TD) 1yd run F. Diaferia Q1 (pat) Durham 5':40" Q1 (TD) 56yd pass from Monardi F. Diaferia Q1 (pat) Durham 1':30" Q1 (TD) 10yd pass from Monardi F. Diaferia Q1 (pat) Durham 9':30" Q2 (TD) 10yd pass from Monardi F. Diaferia Q2 (pat) Malpeli Avalli 5':00" Q2 (TD) 19yd pass from Monardi F. Diaferia Q2 (pat) Malpeli Avalli 4':20" Q3 (TD) 1yd pass from Monardi M. Pooda 2':40" Q4 (TD) 26yd run F. Diaferia Q4 (pat) |

| Ciampino 18 marzo 2018, ore 15:00 | Ducks Lazio | 35 – 27 (7-7 6-14 13-0 9-6) referto | Giaguari Torino | C.S. Arnaldo Fuso (150 spett.) |
| M. Gentili 0':42" Q1 ( TD ) 3yd run G. Bianco Q1 ( pat ) M. Gentili 7':50" Q2 ( TD ) 1yd run A. Rinaldi 6':58" Q3 ( TD ) 12yd pass from H. Fortune M. Gentili 3':30" Q3 ( TD ) 76yd run G. Bianco Q3 ( pat ) M. Gentili 10':02" Q4 ( TD ) 1yd run G. Bianco Q4 ( FG ) 24yd Marcatori F. Hale 6':10" Q1 ( TD ) 12yd run L. Brun Q1 ( pat ) Zucco 11':52" Q2 ( TD ) 41yd pass from Venuto L. Brun Q2 ( pat ) Morelli 11':16" Q2 ( TD ) 22yd interception return L. Brun Q2 ( pat ) Zucco 6':11" Q4 ( TD ) 10yd pass from Venuto |             | |                 |                                |
| |             | |                 |                                |
| M. Gentili 0':42" Q1 (TD) 3yd run G. Bianco Q1 (pat) M. Gentili 7':50" Q2 (TD) 1yd run A. Rinaldi 6':58" Q3 (TD) 12yd pass from H. Fortune M. Gentili 3':30" Q3 (TD) 76yd run G. Bianco Q3 (pat) M. Gentili 10':02" Q4 (TD) 1yd run G. Bianco Q4 (FG) 24yd | Marcatori   | F. Hale 6':10" Q1 (TD) 12yd run L. Brun Q1 (pat) Zucco 11':52" Q2 (TD) 41yd pass from Venuto L. Brun Q2 (pat) Morelli 11':16" Q2 (TD) 22yd interception return L. Brun Q2 (pat) Zucco 6':11" Q4 (TD) 10yd pass from Venuto |                 |                                |

#### Recuperi 1
| Arbitri: | V. Liguori Gaias P. Moglia B. Stevanovic A. Gentile A. Visconti A. Pagani |

|                                |           | |
| F. Hale 9':02" Q2 (TD) 1yd run | Marcatori | S. Alinovi 5':38" Q1 (TD) 12yd pass from Monardi F. Diaferia Q1 (pat) Durham 0':50" Q1 (TD) 61yd pass from Monardi F. Diaferia Q1 (pat) Durham 8':45" Q1 (TD) 64yd pass from Monardi F. Diaferia Q2 (pat) S. Alinovi 0':17" Q2 (TD) 7yd pass from Monardi F. Diaferia Q2 (pat) Malpeli Avalli 11':48" Q3 (TD) 86yd kickoff return F. Diaferia Q3 (pat) Malpeli Avalli 7':43" Q3 (TD) 3yd run F. Diaferia Q3 (pat) M. Pooda 9':25" Q4 (TD) 3yd run F. Diaferia Q4 (pat) |

#### 4ª giornata - Classiche
| Arbitri: | V. Liguori M. Di Cecio R. Buran M. Cuppari A. Chiello M. Santo A. Robledo |

| |           | |
| Dawson 8':01" Q1 (TD) 1yd run Vannucci 3':59" Q1 (TD) 70yd pass from Dawson V. Bemmo Pogo 2':49" Q2 (TD) 31yd pass from Dawson F. Carboni Q2 (tpc) pass from Dawson F. Carboni 2':02" Q3 (TD) 12yd pass from Dawson F. Camorani Q3 (pat) Dawson 1':53" Q4 (TD) 73yd run | Marcatori | A. Rinaldi 2':40" Q1 (TD) 7yd pass from H. Fortune M. Gentili 5':44" Q2 (TD) 13yd pass from H. Fortune G. Bianco Q2 (pat) M. Gentili 1':12" Q2 (TD) 15yd run |

| Arbitri: | S. d'Amato U. di Bari G. Sabbatinelli E. Moselli S. Bernini L. Ferracuti E. di Battista |

| |           |  |
| J. Dean 10':50" Q1 (TD) 13yd run C. Brancaccio Q1 (pat) T. Mosca 3':59" Q1 (TD) 24yd pass from J. Dean A. Nocera 0':29" Q1 (TD) 11yd pass from J. Dean J. Dean Q1 (tpc) rush T. Mosca 0':37" Q3 (TD) 13yd pass from J. Dean C. Brancaccio Q3 (pat) A. Clementi 9':34" Q4 (TD) 3yd pass from J. Dean C. Brancaccio Q4 (pat) E. Gianfelici 0':24" Q4 (TD) 26yd pass from J. Dean C. Brancaccio Q4 (pat) | Marcatori |  |

| Arbitri: | Sala N. Fani Tomaz I. Conti Zampedri R. Rettani A. Ferrarini |

| |           |  |
| F. Diaferia 7':44" Q1 (FG) 25yd F. Diaferia 3':16" Q1 (FG) 23yd F. Diaferia 9':46" Q2 (FG) 26yd B. McMakin 8':46" Q2 (TD) 30yd interception return F. Diaferia Q2 (pat) Durham 1':20" Q2 (TD) 22yd pass from Monardi F. Diaferia Q2 (pat) Malpeli Avalli 5':19" Q3 (TD) 2yd run M. Pooda 4':20" Q4 (TD) 7yd run F. Diaferia Q4 (pat) | Marcatori |  |

| Arbitri: | F. Garlaschi Camossa A. Ferrante Frisiani A. Visconti E. Arcangelo B. Stevanovic |

| |           | |
| G. Querzola 9':12" Q1 (TD) 1yd run G. Arioli Q1 (pat) G. Bonanno 1':41" Q1 (TD) 17yd pass from K. Ellison P. Elmi 10':40" Q4 (TD) 71yd pass from K. Ellison G. Bonanno 8':52" Q4 (TD) 20yd pass from K. Ellison | Marcatori | Mitchell 11':35" Q2 (TD) 25yd pass from Zahradka A. Lupo Q2 (pat) Mitchell 6':30" Q2 (TD) 9yd pass from Zahradka A. Lupo Q2 (pat) di Tunisi 0':30" Q2 (TD) 16yd pass from Zahradka Bonaparte 10':27" Q3 (TD) 4yd run Mitchell 4':51" Q3 (TD) 21yd pass from Zahradka |

| Arbitri: | M. Bernardi A. Maghini G. Alfonso J. Martina A. Gentile A. Pagani V. Maraventano |

| |           | |
| F. Hale 7':10" Q1 (TD) 4yd run L. Brun Q1 (pat) M. Pavan 5':12" Q2 (saf) L. Brun 0':23" Q2 (FG) 23yd | Marcatori | Fimiani 11':45" Q2 (TD) 11yd run L. Locatelli Q2 (pat) Team 3':50" Q2 (saf) Garetto 0':30" Q4 (TD) 3yd run L. Locatelli Q4 (pat) |

#### Recuperi 2
| Arbitri: | G. Sabbatinelli A. Serri F. Monti E. Moselli U. di Bari E. di Battista L. Ferracuti |

|  |           | |
|  | Marcatori | P. Stillitano 4':15" Q1 (TD) 16yd run di Tunisi Q1 (pat) Mitchell 0':13" Q2 (TD) 81yd punt return di Tunisi Q2 (pat) di Tunisi 8':40" Q3 (TD) 8yd pass from Zahradka di Tunisi Q3 (pat) di Tunisi 4':15" Q3 (TD) 9yd pass from Zahradka di Tunisi Q3 (pat) Bonaparte 9':10" Q4 (TD) 6yd run di Tunisi Q4 (pat) |

#### 5ª giornata
| Arbitri: | Marcuccetti R. Passalacqua I. Conti F. Mariotti S. d'Amato M. Santo F. Monti |

|                                                                      |           | |
| M. Palomba 9':10" Q4 (TD) 11yd pass from Dawson F. Camorani Q4 (pat) | Marcatori | Mitchell 8':24" Q1 (TD) 27yd pass from Zahradka di Tunisi Q1 (pat) di Tunisi 6':14" Q1 (FG) 37yd di Tunisi 11':37" Q2 (FG) 36yd Mitchell 7':08" Q2 (TD) 9yd pass from Zahradka di Tunisi Q2 (pat) di Tunisi 0':31" Q2 (TD) 22yd pass from Zahradka di Tunisi Q2 (pat) Bonaparte 9':57" Q3 (TD) 6yd run di Tunisi Q3 (pat) Mitchell 5':20" Q3 (TD) 41yd pass from Morant di Tunisi Q3 (pat) L. Nuzzi 6':00" Q4 (TD) 49yd pass from Crosta P. Previtali Q4 (pat) Team 3':20" Q4 (saf) A. Fiammenghi 3':00" Q4 (TD) 60yd kickoff return |

| Arbitri: | Camossa A. Robledo E. di Battista E. Moselli R. Buran L. Ferracuti R. Rettani |

| |           | |
| F. Misher 5':59" Q1 (TD) 4yd run C. Brancaccio Q1 (pat) J. Dean 1':36" Q2 (TD) 8yd run C. Brancaccio Q2 (pat) F. Ruggio 8':37" Q3 (TD) 11yd pass from J. Dean C. Brancaccio Q3 (pat) | Marcatori | M. Bonzanni 9':06" Q1 (TD) 27yd pass from Fimiani L. Locatelli Q1 (pat) M. Furghieri 6':28" Q2 (TD) 6yd run Fimiani 5':55" Q3 (TD) 23yd run L. Locatelli 0':01" Q4 (FG) 15yd |

| Arbitri: | Sala N. Fani Tomaz A. Ferrarini F. Garlaschi G. Sanfelice G. Greco |

| |           | |
| P. Elmi 9':43" Q1 (TD) 47yd pass from K. Ellison G. Arioli Q1 (pat) G. Bonanno 5':19" Q1 (TD) 7yd pass from K. Ellison G. Arioli Q1 (pat) G. Querzola 1':13" Q1 (TD) 26yd run G. Arioli Q1 (pat) G. Arioli 0':18" Q2 (TD) 3yd pass from K. Ellison S. Napolitano 3':43" Q4 (TD) 6yd run | Marcatori | F. Ferraris 7':28" Q3 (TD) 42yd pass from L. Rubenzer L. Brun Q3 (pat) M. Moumine 9':49" Q4 (TD) 9yd run L. Brun Q4 (pat) |

| Arbitri: | Camossa A. Serri E. di Battista E. Moselli R. Buran L. Ferracuti R. Rettani |

|                                                                                             |           | |
| Germany 0':00" Q1 (TD) 2yd run Spada Q1 (pat) Germany 1':19" Q2 (TD) 4yd run Spada Q2 (pat) | Marcatori | Simone 7':31" Q1 (TD) 42yd pass from J. Brown Simone Q1 (pat) J. Brown 11':21" Q2 (TD) 66yd run L. Brighenti Q2 (pat) V. Gregorio 10':05" Q2 (TD) 12yd pass from J. Brown L. Brighenti Q2 (pat) V. Gregorio 4':56" Q2 (TD) 24yd pass from J. Brown L. Brighenti Q2 (pat) V. Gregorio 0':12" Q2 (TD) 10yd pass from J. Brown L. Brighenti Q2 (pat) J. Brown 8':40" Q3 (TD) 23yd run L. Brighenti Q3 (pat) I. Tiraqboschi 4':55" Q3 (TD) 39yd pass from J. Brown |

#### 6ª giornata
| Arbitri: | Sala Camossa Ferrante Tomaz A. Visconti A.Ferrarini B. Stevanovic |

| |           |                                                                      |
| I. Lamamra 5':58" Q1 (TD) 25yd pass from Zahradka di Tunisi Q1 (pat) P. Previtali 6':00" Q2 (TD) 13yd pass from Zahradka di Tunisi Q2 (pat) A. Fiammenghi 0':14" Q2 (TD) 17yd pass from Zahradka di Tunisi Q2 (pat) Bonaparte 10':31" Q3 (TD) 51yd run di Tunisi Q3 (pat) di Tunisi 2':30" Q3 (TD) 53yd pass from Zahradka di Tunisi Q3 (pat) Mitchell 7':28" Q4 (TD) 30yd pass from Zahradka di Tunisi Q4 (pat) | Marcatori | E. Iuliano 3':38" Q3 (TD) 8yd pass from L. Rubenzer L. Brun Q3 (pat) |

| Roma 22 aprile 2018, ore 13:00 | Ducks Lazio | 33 – 45 (0-7 20-18 0-6 13-14) referto | Rhinos Milano | CS Dabliu Eur (100 spett.) |
| M. Gentili 10':26" Q2 ( TD ) 34yd pass from H. Fortune G. Bianco Q2 ( pat ) M. Gentili 5':00" Q2 ( TD ) 13yd run G. Bianco Q2 ( pat ) Biancalana 0':00" Q2 ( TD ) 16yd pass from H. Fortune Biancalana 8':10" Q4 ( TD ) 6yd pass from H. Fortune Biancalana 1':30" Q2 ( TD ) 60yd pass from H. Fortune G. Bianco Q4 ( pat ) Marcatori G. Bonanno 9':22" Q1 ( TD ) 30yd pass from K. Ellison G. Arioli Q1 ( pat ) K. Ellison 11':53" Q2 ( TD ) 3yd run L. Franchi 8':07" Q2 ( TD ) 21yd pass from K. Ellison S. Napolitano 1':32" Q2 ( TD ) 5yd run G. Bonanno 5':33" Q3 ( TD ) 27yd pass from K. Ellison S. Napolitano 10':39" Q4 ( TD ) 4yd run G. Arioli Q4 ( pat ) S. Napolitano 1':59" Q4 ( TD ) 2yd run G. Arioli Q4 ( pat ) |             | |               |                            |
| |             | |               |                            |
| M. Gentili 10':26" Q2 (TD) 34yd pass from H. Fortune G. Bianco Q2 (pat) M. Gentili 5':00" Q2 (TD) 13yd run G. Bianco Q2 (pat) Biancalana 0':00" Q2 (TD) 16yd pass from H. Fortune Biancalana 8':10" Q4 (TD) 6yd pass from H. Fortune Biancalana 1':30" Q2 (TD) 60yd pass from H. Fortune G. Bianco Q4 (pat) | Marcatori   | G. Bonanno 9':22" Q1 (TD) 30yd pass from K. Ellison G. Arioli Q1 (pat) K. Ellison 11':53" Q2 (TD) 3yd run L. Franchi 8':07" Q2 (TD) 21yd pass from K. Ellison S. Napolitano 1':32" Q2 (TD) 5yd run G. Bonanno 5':33" Q3 (TD) 27yd pass from K. Ellison S. Napolitano 10':39" Q4 (TD) 4yd run G. Arioli Q4 (pat) S. Napolitano 1':59" Q4 (TD) 2yd run G. Arioli Q4 (pat) |               |                            |

| Arbitri: | F. Garlaschi Gaias A. Maghini L. Zaccheria A. Visconti A. Ferrarini B. Stevanovic |

| |           |                                                     |
| della Vecchia 7':29" Q1 (TD) 85yd punt return della Vecchia Q1 (pat) Simone 0':00" Q1 (TD) 36yd pass from J. Brown della Vecchia Q1 (pat) Simone 10':20" Q2 (TD) 36yd pass from J. Brown della Vecchia Q2 (pat) Petrone 2':40" Q2 (TD) 6yd run della Vecchia Q2 (pat) Simone 0':12" Q2 (TD) 37yd pass from J. Brown della Vecchia Q2 (pat) Bonacci 10':33" Q3 (TD) 25yd pass from J. Brown della Vecchia Q3 (pat) Bonacci 5':20" Q4 (TD) 20yd pass from J. Brown | Marcatori | Dawson 2':55" Q1 (TD) 17yd run F. Camorani Q1 (pat) |

| Arbitri: | Camossa R. Buran Americi D. Vitale E. Vescovi S. Bernini Colombo |

| |           |                                                                        |
| S. Alinovi 7':08" Q1 (TD) 3yd run F. Diaferia Q1 (pat) F. Diaferia 0':03" Q1 (FG) 37yd Malpeli Avalli 7':47" Q2 (TD) 2yd run F. Diaferia Q2 (pat) Malpeli Avalli 5':21" Q2 (TD) 31yd run F. Diaferia 9':18" Q3 (FG) 25yd Polidori 8':17" Q3 (TD) 24yd pass from Durham F. Diaferia Q3 (pat) | Marcatori | F. Ruggio 1':14" Q2 (TD) 17yd pass from J. Dean C. Brancaccio Q2 (pat) |

| Arbitri: | Zampedri W. Garcia Tomaz P. Moglia G. Davis R. Rettani D. Gilardi |

| |           | |
| M. Bonzanni 1':36" Q2 (TD) 32yd pass from Soto 0':57" Q3 (TD) 7yd run O. Ferretti Q3 (tpc) rush Soto 5':34" Q4 (TD) 5yd run | Marcatori | Germany 8':51" Q1 (TD) 2yd run Spada Q1 (pat) L. Tassinari 1':04" Q1 (TD) 2yd run Spada Q1 (pat) Spada Q4 (FG) 30yd Spada 1':33" Q4 (TD) 6yd pass from A. Fiordoro Spada Q4 (pat) |

#### Recuperi 3
| Arbitri: | Sala N. Fani G. Virone Tomaz S. d'Amato B. Stevanovic A. Visconti |

| |           | |
| M. Felli 6':35" Q1 (FG) 28yd M. Felli 10':27" Q2 (FG) 33yd Finadri 0':00" Q4 (TD) 4yd pass from Monardi M. Felli Q4 (pat) | Marcatori | Mitchell 11':18" Q1 (TD) 9yd pass from Zahradka di Tunisi Q1 (pat) Mitchell 1':07" Q2 (TD) 34yd pass from Zahradka di Tunisi Q2 (pat) Mitchell 6':59" Q3 (TD) 3yd pass from Zahradka di Tunisi Q3 (pat) di Tunisi 8':08" Q4 (TD) 36yd pass from Zahradka di Tunisi Q4 (pat) Morant 1':33" Q4 (TD) 73yd run di Tunisi Q4 (pat) |

| Arbitri: | Sala Gaias R. Buran Tomaz L. Sireci B. Stevanovic A. Visconti |

| |           | |
| M. Bonzanni 7':25" Q4 (TD) 75yd pass from Fimiani L. Locatelli Q1 (pat) N. Morris 9':54" Q2 (TD) 56yd pass from Fimiani O. Ferretti Q2 (tpc) rush Fimiani 2':43" Q2 (TD) 8yd run M. Bonzanni 9':58" Q3 (TD) 60yd pass from Fimiani N. Morris 5':24" Q3 (TD) 57yd pass from Fimiani | Marcatori | P. Elmi 8':30" Q1 (TD) 12yd pass from K. Ellison G. Bonanno 0':00" Q1 (TD) 27yd pass from K. Ellison K. Ellison 6':37" Q2 (TD) 16yd run G. Arioli Q2 (pat) N. de Vecchi 2':30" Q2 (TD) 82yd kickoff return G. Arioli Q2 (pat) K. Ellison 7':23" Q3 (TD) 10yd run S. Napolitano Q3 (tpc) pass from K. Ellison S. Napolitano 0':43" Q3 (TD) 3yd run S. Napolitano 5':49" Q4 (TD) 10yd run G. Arioli Q4 (pat) |

#### 7ª giornata
| Arbitri: | Camossa A. Maghini A. Ferrante Tomaz Sala A. Pagani G. Sanfelice |

| |           | |
| di Tunisi 7':28" Q1 (TD) 14yd pass from Zahradka di Tunisi Q1 (pat) Mitchell 5':04" Q1 (TD) 35yd run di Tunisi Q1 (pat) Bonaparte 11':15" Q2 (TD) 8yd run di Tunisi Q2 (pat) P. Stillitano 7':17" Q2 (TD) 7yd run di Tunisi Q2 (pat) Mitchell 5':31" Q2 (TD) 45yd pass from Zahradka di Tunisi Q2 (pat) F. Fiammenghi 1':32" Q2 (TD) 60yd pass from Zahradka di Tunisi Q2 (pat) Mitchell 0':00" Q3 (TD) 45yd pass from Zahradka di Tunisi Q3 (pat) di Tunisi 0':30" Q4 (FG) 50yd | Marcatori | N. Morris 6':26" Q3 (TD) 60yd run Moronesi Q3 (tpc) pass from N. Morris N. Morris 0':20" Q3 (TD) 2yd run |

| Arbitri: | G. Sabbatinelli U. di Bari E. Moselli D. Vitale L. Ferracuti A. Serri E. di Battista |

| |           | |
| C. Brancaccio Q1 (FG) Me. Soltana 0':00" Q1 (TD) 30yd interception return C. Brancaccio Q1 (pat) M. Marchini 2':00" Q2 (TD) 22yd pass from J. Dean C. Brancaccio Q2 (pat) M. Marchini 0':51" Q2 (TD) 22yd pass from J. Dean C. Brancaccio Q2 (pat) Me. Soltana 3':36" Q4 (TD) 24yd pass from J. Dean | Marcatori | V. Migliozzi 9':42" Q2 (TD) 4yd pass from H. Fortune A. Rinaldi 9':00" Q3 (TD) 33yd pass from H. Fortune M. Gentili 10':52" Q4 (TD) 21yd pass from H. Fortune A. Rinaldi Q4 (tpc) pass from H. Fortune Biancalana 2':07" Q4 (TD) 69yd pass from H. Fortune A. Rinaldi Q4 (tpc) pass from H. Fortune Biancalana 1':32" Q4 (TD) 44yd pass from H. Fortune M. Arca Q4 (tpc) pass from H. Fortune |

| Arbitri: | G. Sabbatinelli U. di Bari E. Moselli D. Vitale L. Ferracuti A. Serri E. di Battista |

| |           | |
| Germany 1':42" Q1 (TD) 2yd run Spada Q1 (pat) Spada 2':12" Q2 (TD) 60yd pass from A. Fiordoro T. Quinn 10':05" Q1 (TD) 20yd interception return Germany Q4 (tpc) rush | Marcatori | G. Bonanno 7':35" Q1 (TD) 36yd pass from K. Ellison G. Arioli Q1 (pat) P. Elmi 0':00" Q1 (TD) 11yd pass from K. Ellison G. Arioli Q1 (pat) A. Peveraro 9':39" Q2 (TD) 6yd pass from K. Ellison G. Arioli Q2 (pat) P. Elmi 4':32" Q2 (TD) 6yd pass from K. Ellison G. Arioli Q2 (pat) K. Ellison 3':58" Q2 (TD) 22yd run G. Bonanno 4':30" Q3 (TD) 24yd pass from K. Ellison S. Boni 5':00" Q4 (TD) 21yd pass from K. Ellison |

| Arbitri: | M. Turney R. Buran A. Sartini N. Janicijevic G. Sanfelice R. Rettani A. Ferrarini |

| |           |  |
| J. Brown 1':25" Q2 (TD) 1yd run della Vecchia Q2 (pat) Petrone 6':49" Q3 (TD) 1yd run della Vecchia Q3 (pat) Petrone 2':22" Q4 (TD) 14yd run della Vecchia Q4 (pat) | Marcatori |  |

| Arbitri: | R. Passalacqua N. Fani B. Stefanovic G. Virone Colombo A. Pagani S. Mari... |

| |           | |
| S. Alinovi 6':45" Q1 (TD) 5yd pass from Monardi M. Felli Q1 (pat) Polidori 2':19" Q1 (TD) 55yd pass from Monardi M. Felli Q1 (pat) Finadri 11':04" Q2 (TD) 7yd pass from Monardi M. Felli Q2 (pat) Ma. Leone 8':56" Q2 (TD) 25yd interception return M. Felli Q2 (pat) Malpeli Avalli 0':32" Q2 (TD) 2yd run] M. Felli Q2 (pat) M. Felli 0':00" Q3 (FG) 40yd | Marcatori | Vannucci 5':22" Q3 (TD) 1yd pass from Dawson Vannucci 6':20" Q4 (TD) 6yd pass from Dawson G. Zini 4':01" Q1 (saf) tackle in endzone |

#### Recuperi 4
| Arbitri: | F. Garlaschi R. Buran A. Franci P. Moglia A. Pagani R. Rettani G. Sanfelice |

| |           | |
| F. Hale 9':57" Q1 (TD) 31yd run M. Dililla Q1 (pat) T. Seck 7':16" Q2 (TD) 73yd kickoff return M. Dililla Q2 (pat) F. Hale 5':19" Q2 (TD) 12yd run M. Dililla Q2 (pat) A. Morelli 1':55" Q3 (TD) 4yd run M. Dililla Q3 (pat) | Marcatori | Germany 7':29" Q2 (TD) 5yd run P. Canuti Q2 (pat) G. Frazzetto 6':11" Q2 (TD) 60yd pass from Germany P. Canuti Q2 (pat) Germany 1':24" Q3 (TD) 60yd pass from A. Fiordoro P. Canuti Q3 (pat) G. Frazzetto 0':09" Q4 (TD) 18yd pass from Germany Q4 (tpc) rush |

| Arbitri: | V. Liguori R. Buran A. Sartini P. Moglia A. Pagani D. Gilardi A. Ferrarini |

| |           | |
| Durham 6':02" Q1 (TD) 49yd pass from Monardi M. Felli Q1 (pat) Durham 5':28" Q1 (TD) 33yd pass from Monardi M. Felli Q1 (pat) B. McMakin 6':20" Q2 (TD) 83yd interception return M. Felli Q2 (pat) Durham 5':20" Q2 (TD) 44yd pass from Monardi M. Felli Q2 (pat) Finadri 0':52" Q2 (TD) 10yd pass from Monardi M. Felli Q2 (pat) Malpeli Avalli 8':55" Q3 (TD) 20yd run M. Felli Q3 (pat) M. Felli 11':09" Q4 (FG) 35yd | Marcatori | V. Migliozzi 6':57" Q1 (TD) 12yd pass from H. Fortune Biancalana 2':52" Q1 (TD) 18yd pass from H. Fortune A. Rinaldi Q1 (tpc) pass from H. Fortune A. Rinaldi 2':46" Q1 (TD) 45yd pass from H. Fortune Biancalana Q1 (tpc) pass from H. Fortune M. Marenda 8':44" Q4 (TD) 19yd pass from H. Fortune |

| Arbitri: | S. d'Amato N. Fani I. Conti D. Vitale G. Marcuccetti R. Rettani G. Sanfelice |

| |           | |
| V. Bemmo Pogo 8':01" Q3 (TD) 29yd pass from Dawson F. Camorani Q3 (pat) Vannucci 5':00" Q4 (TD) 14yd pass from Dawson F. Camorani Q4 (pat) | Marcatori | Team 9':35" Q2 (saf) F. Misher 5':53" Q2 (TD) 6yd run F. Misher 1':58" Q2 (TD) 25yd run C. Brancaccio 8':15" Q4 (FG) 18yd |

#### 8ª giornata
| Arbitri: | Sala Shupe Tomaz G. Virone A. Visconti Colombo A. Sartini |

| |           | |
| P. Elmi 11':48" Q2 (TD) 22yd pass from K. Ellison G. Arioli Q2 (pat) G. Arioli 3':42" Q2 (TD) 13yd pass from K. Ellison G. Arioli Q2 (pat) K. Ellison 9':41" Q4 (TD) 47yd run G. Arioli Q4 (pat) | Marcatori | Petrone 8':52" Q2 (TD) 30yd run della Vecchia Q2 (pat) Simone 0':00" Q2 (TD) 1yd pass from J. Brown della Vecchia Q2 (pat) Bonacci 5':34" Q4 (TD) 11yd pass from J. Brown della Vecchia Q4 (pat) della Vecchia OT1 (FG) 21yd |

| Roma 20 maggio 2018, ore 13:00 | Ducks Lazio | 25 – 59 (7-21 6-17 6-21 6-0) referto | Seamen Milano | CS Dabliu Eur (300 spett.) |
| M. Gentili 5':17" Q1 ( TD ) 15yd pass from H. Fortune G. Bianco Q1 ( pat ) Biancalana 1':23" Q2 ( TD ) 20yd pass from H. Fortune M. Arca 7':24" Q3 ( TD ) 5yd run M. Marenda 8':18" Q4 ( TD ) 40yd pass from J. Croppenstedt Marcatori di Tunisi 9':13" Q1 ( TD ) 6yd pass from Zahradka di Tunisi Q1 ( pat ) A. Fiammenghi 4':54" Q1 ( TD ) 54yd pass from Zahradka di Tunisi Q1 ( pat ) di Tunisi 1':15" Q1 ( TD ) 59yd pass from Zahradka di Tunisi Q1 ( pat ) D. Toracca 9':27" Q2 ( TD ) 21yd pass from Zahradka di Tunisi Q2 ( pat ) di Tunisi 5':18" Q2 ( TD ) 24yd pass from Zahradka di Tunisi Q2 ( pat ) di Tunisi 0':00" Q2 ( FG ) 50yd Bonaparte 7':07" Q3 ( TD ) 80yd kickoff return di Tunisi Q3 ( pat ) Mitchell 2':50" Q3 ( TD ) 3yd pass from Zahradka di Tunisi Q3 ( pat ) Morant 0':00" Q3 ( TD ) 31yd interception return di Tunisi Q3 ( pat ) |             | |               |                            |
| |             | |               |                            |
| M. Gentili 5':17" Q1 (TD) 15yd pass from H. Fortune G. Bianco Q1 (pat) Biancalana 1':23" Q2 (TD) 20yd pass from H. Fortune M. Arca 7':24" Q3 (TD) 5yd run M. Marenda 8':18" Q4 (TD) 40yd pass from J. Croppenstedt | Marcatori   | di Tunisi 9':13" Q1 (TD) 6yd pass from Zahradka di Tunisi Q1 (pat) A. Fiammenghi 4':54" Q1 (TD) 54yd pass from Zahradka di Tunisi Q1 (pat) di Tunisi 1':15" Q1 (TD) 59yd pass from Zahradka di Tunisi Q1 (pat) D. Toracca 9':27" Q2 (TD) 21yd pass from Zahradka di Tunisi Q2 (pat) di Tunisi 5':18" Q2 (TD) 24yd pass from Zahradka di Tunisi Q2 (pat) di Tunisi 0':00" Q2 (FG) 50yd Bonaparte 7':07" Q3 (TD) 80yd kickoff return di Tunisi Q3 (pat) Mitchell 2':50" Q3 (TD) 3yd pass from Zahradka di Tunisi Q3 (pat) Morant 0':00" Q3 (TD) 31yd interception return di Tunisi Q3 (pat) |               |                            |

| Arbitri: | Camossa F. Garlaschi A. Ferrante B. Stevanovic Zampedri G. Greco A. Ferrarini |

|                                                                            |           | |
| M. Bonzanni 10':48" Q2 (TD) 66yd pass from N. Morris L. Locatelli Q2 (pat) | Marcatori | Malpeli Avalli 9':06" Q1 (TD) 2yd run A. Felisa Q1 (pat) Malpeli Avalli 0':00" Q1 (TD) 11yd run A. Felisa Q1 (pat) Durham 9':26" Q2 (TD) 35yd pass from Monardi M. Felisa Q2 (pat) Malpeli Avalli 4':40" Q2 (TD) 1yd run M. Felisa Q2 (pat) Belli 4':20" Q2 (TD) 25yd fumble recovery] M. Felisa Q2 (pat) D. Zatti 1':25" Q2 (TD) 11yd pass from Monardi M. Felisa Q2 (pat) |

#### 9ª giornata - Classiche
| Arbitri: | G. Marcuccetti Sala Tomaz B. Stevanovic A. Visconti Colombo R. Rettani |

| |           | |
| Mitchell 6':18" Q1 (TD) 20yd run di Tunisi Q1 (pat) di Tunisi 1':41" Q1 (TD) 13yd pass from Mitchell di Tunisi Q1 (pat) Mitchell 9':42" Q2 (TD) 3yd pass from Zahradka di Tunisi Q2 (pat) A. Fiammenghi 3':09" Q2 (TD) 59yd pass from Zahradka di Tunisi Q2 (pat) Mitchell 10':57" Q3 (TD) 15yd pass from Zahradka di Tunisi Q3 (pat) Mitchell 4':12" Q3 (TD) 35yd pass from Zahradka di Tunisi Q3 (pat) I. Lamamra 8':20" Q4 (TD) 16yd pass from Zahradka di Tunisi Q4 (pat) | Marcatori | S. Napolitano 8':55" Q1 (TD) 29yd pass from K. Ellison G. Bonanno 0':27" Q2 (TD) 15yd pass from K. Ellison |

| Arbitri: | G. Virone A. Serri E. Moselli U. di Bari G. Sabbatinelli E. di Battista L. Ferracuti |

| |           | |
| A. Angeloni 1':45" Q2 (TD) 10yd pass from Germany P. Canuti Q2 (pat) A. Fiordoro 2':10" Q4 (TD) 10yd run} P. Canuti Q4 (pat) | Marcatori | F. Misher 4':41" Q1 (TD) 36yd fumble recovery Suppa 1':25" Q1 (FG) 34yd A. Nocera 5':45" Q3 (TD) 10yd pass from J. Dean Suppa 4':30" Q3 (TD) 19yd run T. Mosca 7':10" Q4 (TD) 3yd pass from J. Dean C. Brancaccio Q4 (pat) |

| Arbitri: | F. Garlaschi R. Buran Tomaz B. Stevanovic S. d'Amato A. Visconti R. Rettani |

| |           |                                                                                               |
| Simone 10':09" Q2 (TD) 38yd pass from R. Brown R. Brown 3':50" Q2 (TD) 3yd run} Simone 11':50" Q3 (TD) 20yd pass from R. Brown Simone Q3 (tpc) rush | Marcatori | M. Felli 7':31" Q1 (FG) 24yd D. Zatti 4':17" Q4 (TD) 3yd pass from Monardi} M. Felli Q4 (pat) |

| Arbitri: | M. Bernardi Gaias A. Maghini P. Moglia G. Davis G. Sanfelice D. Gilardi |

| |           | |
| O. Ferretti 1':16" Q1 (TD) 3yd run J. Zanga Q1 (pat) N. Morris 1':15" Q2 (TD) 2yd run} J. Zanga Q2 (pat) N. Morris 2':28" Q4 (TD) 9yd run J. Zanga Q4 (pat) M. Furghieri 1':46" Q4 (TD) 17yd run | Marcatori | F. Hale 6':00" Q1 (TD) 1yd run Morelli Q1 (pat) Morelli Q2 (FG) 38yd T. Seck 2':17" Q4 (TD) 96yd kickoff return} |

| Roma 27 maggio 2018, ore 15:30 | Ducks Lazio | 27 – 6 (0-6 13-0 0-0 14-0) referto | Guelfi Firenze | CS Dabliu Eur (150 spett.) |
| V. Migliozzi 6':50" Q2 ( TD ) 14yd pass from H. Fortune G. Bianco Q2 ( pat ) M. Gentili 0':19" Q2 ( TD ) 14yd pass from H. Fortune} M. Gentili 11':07" Q4 ( TD ) 2yd run M. Gentili 4':44" Q4 ( TD ) 36yd run M. Gentili Q4 ( tpc ) rush Marcatori Dawson 6':00" Q1 ( TD ) 8yd run |             |                                    |                |                            |
| |             |                                    |                |                            |
| V. Migliozzi 6':50" Q2 (TD) 14yd pass from H. Fortune G. Bianco Q2 (pat) M. Gentili 0':19" Q2 (TD) 14yd pass from H. Fortune} M. Gentili 11':07" Q4 (TD) 2yd run M. Gentili 4':44" Q4 (TD) 36yd run M. Gentili Q4 (tpc) rush                                                       | Marcatori   | Dawson 6':00" Q1 (TD) 8yd run      |                |                            |

#### 10ª giornata
| Arbitri: | Sala Tomaz Buran G. Greco |

| |           | |
| K. Ellison 0':12" Q1 (TD) 7yd run G. Arioli Q1 (pat) S. Napolitano 9':36" Q2 (TD) 52yd run G. Arioli Q2 (pat) K. Ellison 4':41" Q2 (TD) 5yd run G. Bonanno 2':21" Q3 (TD) 40yd pass from K. Ellison G. Arioli Q3 (pat) | Marcatori | Durham 10':03" Q1 (TD) 78yd punt return M. Felli Q1 (pat) Finadri 10':44" Q2 (TD) 21yd pass from Monardi M. Felli Q2 (pat) Durham 8':50" Q2 (TD) 58yd pass from Monardi N. Mboup 7':27" Q2 (TD) 57yd pass from Monardi M. Felli Q2 (pat) M. Felli 0':48" Q2 (FG) 25yd B. McMakin 4':39" Q3 (TD) 10yd run G. Polidori Q3 (pat) |

| Arbitri: | Zampedri Gaias A. Gentile P. Moglia A. Visconti A. Pagani S. Rettani |

| |           | |
| A. Mella 5':59" Q2 (TD) 25yd pass from L. Rubenzer M. Dililla Q2 (pat) Zucco 1':54" Q2 (TD) 55yd pass from L. Rubenzer M. Dililla Q2 (pat) T. Seck 11':34" Q3 (TD) 73yd kickoff return M. Dililla Q3 (pat) L. Rubenzer 2':25" Q4 (TD) 3yd run M. Dililla Q4 (pat) T. Seck 0':25" Q4 (TD) 21yd pass from L. Rubenzer M. Dililla Q4 (pat) | Marcatori | V. Bemmo Pogo 7':06" Q1 (TD) 6yd pass from Dawson F. Carboni 2':48" Q2 (TD) 16yd pass from Dawson 1':13" Q3 (TD) 1yd run Dawson 4':44" Q4 (TD) 5yd run M. Lodovichi Q4 (pat) Dawson 1':54" Q4 (TD) 55yd run |

| Arbitri: | Camossa R. Buran B. Stevanovic S. Rettani A. Visconti A. Menotti A. Sartini |

| |           | |
| N. Morris 6':09" Q2 (TD) 69yd run Moronesi 3':53" Q4 (TD) 5yd pass from N. Morris} L. Locatelli Q4 (pat) O. Ferretti 0':12" Q4 (TD) 1yd run N. Minnehan Q4 (tpc) pass from N. Morris | Marcatori | A. Rinaldi 3':46" Q1 (TD) 41yd pass from H. Fortune M. Gentili 7':23" Q2 (TD) 1yd run A. Rinaldi 1':41" Q2 (TD) 4yd pass from H. Fortune G. Bianco Q2 (pat) M. Arca 5':01" Q3 (TD) 35yd pass from H. Fortune} G. Bianco Q3 (pat) A. Rinaldi 7':01" Q4 (TD) 5yd pass from H. Fortune G. Bianco Q4 (pat) A. Rinaldi 6':25" Q4 (TD) 39yd pass from J. Croppenstedt Biancalana Q4 (tpc) pass from J. Croppenstedt |

| Arbitri: | F. Garlaschi N. Fani A. Ferrante V. Vitelli A. Pagani M. Zanin D. Gilardi |

| |           |  |
| P. Stillitano 10':57" Q1 (TD) 20yd run di Tunisi Q1 (pat) A. Fiammenghi 8':51" Q1 (TD) 11yd pass from Zahradka di Tunisi Q1 (pat) di Tunisi 10':29" Q2 (FG) 32yd Mitchell 5':35" Q2 (TD) 74yd pass from Zahradka di Tunisi Q2 (pat) di Tunisi 1':49" Q2 (TD) 49yd pass from Zahradka di Tunisi Q2 (pat) Mitchell 6':45" Q3 (TD) 52yd punt return di Tunisi Q3 (pat) L. Nuzzi 7':40" Q4 (TD) 18yd run A. Fiammenghi 1':21" Q4 (TD) 59yd punt return | Marcatori |  |

| Arbitri: | M. Turney G. Davis A. Ferrarini S. Bernini Colombo G. Balsemin N. Janicijevis |

| |           | |
| Simone 0':40" Q1 (TD) 21yd pass from R. Brown della Vecchia Q1 (pat) Bonacci 2':00" Q2 (TD) 11yd pass from R. Brown della Vecchia Q2 (pat) Bonacci 10':50" Q3 (TD) 11yd pass from R. Brown R. Brown 3':55" Q4 (TD) 2yd run della Vecchia Q4 (pat) Team 1':45" Q4 (saf) 0yd recovered blocked punt | Marcatori | T. Mosca 11':45" Q1 (TD) 72yd pass from J. Dean A. Orlandini 7':25" Q4 (TD) 12yd pass from J. Dean |

### Classifica
La classifica della regular season è la seguente:
- PCT = percentuale di vittorie, G = partite giocate, V = partite vinte, P = partite perse, PF = punti fatti, PS = punti subiti
- La qualificazione ai playoff direttamente in semifinale in verde
- La qualificazione alle wild card in azzurro
- La retrocessa in Seconda Divisione sono indicate in giallo

| Pos. | Squadra         | PCT   | G  | V  | P | PF  | PS  |
| ---- | --------------- | ----- | -- | -- | - | --- | --- |
| 1    | Seamen Milano   | 1.000 | 10 | 10 | 0 | 431 | 103 |
| 2    | Panthers Parma  | .800  | 10 | 8  | 2 | 351 | 151 |
| 3    | Giants Bolzano  | .800  | 10 | 8  | 2 | 246 | 144 |
| 4    | Ducks Lazio     | .500  | 10 | 5  | 5 | 293 | 294 |
| 5    | Dolphins Ancona | .400  | 10 | 4  | 6 | 188 | 204 |
| 6    | Guelfi Firenze  | .400  | 10 | 4  | 6 | 159 | 248 |
| 7    | Rhinos Milano   | .400  | 10 | 4  | 6 | 265 | 277 |
| 8    | Lions Bergamo   | .300  | 10 | 3  | 7 | 174 | 311 |
| 9    | UTA Pesaro      | .200  | 10 | 2  | 8 | 116 | 364 |
| 10   | Giaguari Torino | .200  | 10 | 2  | 8 | 159 | 286 |

## Playoff

### Tabellone
|  | Wild Card | Wild Card       | Wild Card      |                |               | Semifinali    | Semifinali    | Semifinali |  |  | XXXVIII Italian Bowl | XXXVIII Italian Bowl | XXXVIII Italian Bowl |  |
|  |           |                 |                |                |               |               |               |            |  |  |                      |                      |                      |  |
|  |           |                 |                |                |               | 1             | Seamen Milano | 45         |  |  |                      |                      |                      |  |
|  |           |                 |                |                |               | 1             | Seamen Milano | 45         |  |  |                      |                      |                      |  |
|  |           |                 |                | Ducks Lazio    | 13            |               |               |            |  |  |                      |                      |                      |  |
|  | 4         | Ducks Lazio     | 32             | Ducks Lazio    | 13            |               |               |            |  |  |                      |                      |                      |  |
|  | 4         | Ducks Lazio     | 32             |                |               |               |               |            |  |  |                      |                      |                      |  |
|  | 5         | Dolphins Ancona | 12             |                |               |               |               |            |  |  |                      |                      |                      |  |
|  | 5         | Dolphins Ancona | 12             |                | Seamen Milano | Seamen Milano | 28            |            |  |  |                      |                      |                      |  |
|  |           |                 |                |                |               |               |               |            |  |  |                      |                      |                      |  |
|  |           |                 | Giants Bolzano | Giants Bolzano | 14            |               |               |            |  |  |                      |                      |                      |  |
|  |           |                 |                | Giants Bolzano | 14            |               |               |            |  |  |                      |                      |                      |  |
|  |           |                 |                |                |               |               |               |            |  |  |                      |                      |                      |  |
|  |           |                 |                |                |               |               |               |            |  |  |                      |                      |                      |  |
|  |           | 2               | Panthers Parma | 25             |               |               |               |            |  |  |                      |                      |                      |  |
|  |           |                 |                | 25             |               |               |               |            |  |  |                      |                      |                      |  |
|  |           |                 |                | Giants Bolzano | 30            |               |               |            |  |  |                      |                      |                      |  |
|  | 3         | Giants Bolzano  | 50             | Giants Bolzano | 30            |               |               |            |  |  |                      |                      |                      |  |
|  | 3         | Giants Bolzano  | 50             |                |               |               |               |            |  |  |                      |                      |                      |  |
|  | 6         | Guelfi Firenze  | 0              |                |               |               |               |            |  |  |                      |                      |                      |  |

### Wild Card
| Arbitri: | S. d'Amato R. Passalacqua N. Janicijevic B. Stevanovic A. Visconti R. Buran R. Rettani |

| |           |  |
| Bonacci 4':29" Q1 (TD) 9yd pass from R. Brown della Vecchia Q1 (pat) I. Silot Pajan 11':21" Q2 (TD) 11yd run Simone 8':13" Q2 (TD) 18yd pass from R. Brown Bonacci 1':45" Q2 (TD) 17yd pass from R. Brown R. Brown Q2 (tpc) rush R. Brown 1':28" Q2 (TD) 22yd run della Vecchia 1':11" Q3 (FG) 18yd I. Silot Pajan 9':45" Q4 (TD) 40yd run della Vecchia Q4 (pat) D. Steward 2':00" Q4 (TD) 36yd interception return della Vecchia Q4 (pat) | Marcatori |  |

| Ciampino 17 giugno 2018, ore 18:00 | Ducks Lazio | 32 – 12 (0-7 6-2 6-0 20-3) referto | Dolphins Ancona | C.S. Arnaldo Fuso (287 spett.) |
| A. Rinaldi 8':00" Q2 ( TD ) 15yd pass from H. Fortune H. Gamboa 2':51" Q3 ( TD ) 72yd interception return A. Rinaldi 6':30" Q4 ( TD ) 11yd pass from H. Fortune Team 4':08" Q4 ( saf ) Dolphins rush for loss at own 0yd M. Gentili 1':59" Q4 ( TD ) 55yd pass from H. Fortune Insom 1':22" Q4 ( TD ) 11yd blocked punt return Marcatori A. Nocera 5':26" Q1 ( TD ) 18yd pass from J. Dean C. Brancaccio Q1 ( pat ) P. Domenicone 8':00" Q2 ( saf ) blocked PAT return C. Brancaccio 10':31" Q4 ( FG ) 23yd |             | |                 |                                |
| |             | |                 |                                |
| A. Rinaldi 8':00" Q2 (TD) 15yd pass from H. Fortune H. Gamboa 2':51" Q3 (TD) 72yd interception return A. Rinaldi 6':30" Q4 (TD) 11yd pass from H. Fortune Team 4':08" Q4 (saf) Dolphins rush for loss at own 0yd M. Gentili 1':59" Q4 (TD) 55yd pass from H. Fortune Insom 1':22" Q4 (TD) 11yd blocked punt return | Marcatori   | A. Nocera 5':26" Q1 (TD) 18yd pass from J. Dean C. Brancaccio Q1 (pat) P. Domenicone 8':00" Q2 (saf) blocked PAT return C. Brancaccio 10':31" Q4 (FG) 23yd |                 |                                |

### Semifinali
| Arbitri: | A. Maghini N. Fani P. Moglia B. Stavanovic A. Visconti M. Zanin D. Gilardi |

| |           | |
| Bonaparte 9':25" Q1 (TD) 16yd pass from Zahradka di Tunisi Q1 (pat) Mitchell 8':40" Q2 (TD) 8yd pass from Zahradka di Tunisi Q2 (pat) A. Fiammenghi 1':03" Q2 (TD) 21yd pass from Zahradka di Tunisi Q2 (pat) A. Fiammenghi 2':48" Q3 (TD) 9yd pass from Zahradka Bonaparte 0':55" Q3 (TD) 29yd pass from Zahradka P. Stillitano 9':09" Q4 (TD) 80yd run F. Piccinni 8':45" Q4 (TD) 74yd interception return | Marcatori | Biancalana 10':09" Q2 (TD) 7yd pass from H. Fortune G. Bianco Q2 (pat) H. Gamboa 3':36" Q4 (TD) 55yd run |

| Arbitri: | F. Garlaschi R. Buran Tomaz Frisiani F. Mariotti R. Rettani A. Sartini |

| |           | |
| M. Canali 4':41" Q1 (FG) 42yd M. Felli 10':39" Q2 (FG) 43yd Ciasulli 4':52" Q2 (TD) 17yd pass from Monardi M. Felli Q2 (pat) M. Felli 0':39" Q3 (FG) 47yd B. McMakin 7':15" Q4 (TD) 1yd run M. Felli Q4 (pat) F. Vasini 0':00" Q4 (saf) R. Brown rush for loss of 9yd to the Giants 0yd | Marcatori | V. Gregorio 3':30" Q1 (TD) 55yd pass from R. Brown della Vecchia Q1 (pat) D. Bilcari 11':17" Q3 (TD) 29yd fumble return} della Vecchia Q3 (pat) Simone 11':35" Q4 (TD) 78yd pass from R. Brown R. Brown Q4 (tpc) rush R. Brown 2':04" Q4 (TD) 11yd run Bonacci Q4 (tpc) pass from R. Brown |

### XXXVIII Italian Bowl
| Arbitri: | Sala R. Passalacqua I. Conti G. Virone S. d'Amato A. Chiello Colombo |

| |           | |
| di Tunisi 9':07" Q1 (FG) 23yd Bonaparte 3':09" Q2 (TD) 3yd pass from Zahradka di Tunisi Q2 (tpc) pass from Zahradka 9':00" Q3 (TD) 1yd run di Tunisi Q3 (pat) di Tunisi 2':56" Q3 (FG) 45yd Zahradka 8':40" Q4 (TD) 15yd run di Tunisi Q4 (pat) | Marcatori | Bonacci 11':00" Q1 (TD) 14yd pass from R. Brown della Vecchia Q1 (pat) Simone 1':56" Q1 (TD) 7yd pass from R. Brown della Vecchia Q1 (pat) |

## XXXVIII Italian Bowl
La partita finale, chiamata XXXVIII Italian Bowl si è giocata il 7 luglio 2018 a Parma, ed è stata vinta dai Seamen Milano sui Giants Bolzano per 28 a 14.

## Verdetti
- Seamen Milano Campioni d'Italia 2018
- Giaguari Torino retrocessi in Seconda Divisione FIDAF 2019

## Marcatori
| Giocatore      | Sq.             | TD rush | TD recv | TD int | TD p.ret | TD k.ret | TD oth | Xp1  | Xp2 | FG  | Saf | Totale |
| -------------- | --------------- | ------- | ------- | ------ | -------- | -------- | ------ | ---- | --- | --- | --- | ------ |
| di Tunisi      | Seamen Milano   | 0+0     | 13+0    | 0+0    | 0+0      | 0+0      | 0+0    | 46+5 | 0+1 | 5+2 | 0+0 | 152    |
| Mitchell       | Seamen Milano   | 2+0     | 18+1    | 0+0    | 2+0      | 0+0      | 0+0    | 0+0  | 1+0 | 0+0 | 0+0 | 140    |
| M. Gentili     | Ducks Lazio     | 11+0    | 6+1     | 0+0    | 0+0      | 0+0      | 0+0    | 0+0  | 1+0 | 0+0 | 0+0 | 110    |
| Simone         | Giants Bolzano  | 0+0     | 13+3    | 0+0    | 0+0      | 0+0      | 0+0    | 1+0  | 2+0 | 0+0 | 0+0 | 101    |
| Malpeli Avalli | Panthers Parma  | 10      | 2       | 0      | 0        | 1        | 0      | 0    | 0   | 0   | 0   | 78     |
| 2 giocatori    | 72              |         |         |        |          |          |        |      |     |     |     |        |
| G. Bonanno     | Rhinos Milano   | 0       | 11      | 0      | 0        | 0        | 0      | 0    | 0   | 0   | 0   | 66     |
| Biancalana     | Ducks Lazio     | 0+0     | 9+1     | 0+0    | 0+0      | 0+0      | 0+0    | 0+0  | 2+0 | 0+0 | 0+0 | 64     |
| Bonacci        | Giants Bolzano  | 0+0     | 6+3     | 0+0    | 0+0      | 0+0      | 0+0    | 0+0  | 0+1 | 0+0 | 0+0 | 56     |
| 2 giocatori    | 54              |         |         |        |          |          |        |      |     |     |     |        |
| S. Napolitano  | Rhinos Milano   | 8       | 0       | 0      | 0        | 0        | 0      | 0    | 1   | 0   | 0   | 50     |
| Dawson         | Guelfi Firenze  | 8       | 0       | 0      | 0        | 0        | 0      | 0    | 0   | 0   | 0   | 48     |
| 2 giocatori    | 42              |         |         |        |          |          |        |      |     |     |     |        |
| M. Felli       | Panthers Parma  | 0+0     | 0+0     | 0+0    | 0+0      | 0+0      | 0+0    | 15+2 | 0+0 | 6+2 | 0+0 | 41     |
| Germany        | UTA Pesaro      | 5       | 1       | 0      | 0        | 0        | 0      | 0    | 2   | 0   | 0   | 40     |
| della Vecchia  | Giants Bolzano  | 0+0     | 0+0     | 0+0    | 1+0      | 0+0      | 0+0    | 19+7 | 0+0 | 1+1 | 0+0 | 38     |
| 3 giocatori    | 36              |         |         |        |          |          |        |      |     |     |     |        |
| F. Diaferia    | Panthers Parma  | 0       | 0       | 0      | 0        | 0        | 0      | 19   | 0   | 5   | 0   | 34     |
| G. Arioli      | Rhinos Milano   | 0       | 2       | 0      | 0        | 0        | 0      | 20   | 0   | 0   | 0   | 32     |
| 3 giocatori    | 30              |         |         |        |          |          |        |      |     |     |     |        |
| C. Brancaccio  | Dolphins Ancona | 0+0     | 0+0     | 0+0    | 0+0      | 0+0      | 0+0    | 16+1 | 0+0 | 3+1 | 0+0 | 29     |
| R. Brown       | Giants Bolzano  | 2+2     | 0+0     | 0+0    | 0+0      | 0+0      | 0+0    | 0+0  | 0+2 | 0+0 | 0+0 | 28     |
| 10 giocatori   | 24              |         |         |        |          |          |        |      |     |     |     |        |
| Spada          | UTA Pesaro      | 0       | 2       | 0      | 0        | 0        | 0      | 8    | 0   | 1   | 0   | 23     |
| G. Bianco      | Ducks Lazio     | 0+0     | 0+0     | 0+0    | 0+0      | 0+0      | 0+0    | 16+1 | 0+0 | 1+0 | 0+0 | 20     |
| 8 giocatori    | 18              |         |         |        |          |          |        |      |     |     |     |        |
| O. Ferretti    | Lions Bergamo   | 2       | 0       | 0      | 0        | 0        | 0      | 0    | 2   | 0   | 0   | 16     |
| 3 giocatori    | 14              |         |         |        |          |          |        |      |     |     |     |        |
| G. Polidori    | Panthers Parma  | 0       | 2       | 0      | 0        | 0        | 0      | 1    | 0   | 0   | 0   | 13     |
| 13 giocatori   | 12              |         |         |        |          |          |        |      |     |     |     |        |
| 3 giocatori    | 10              |         |         |        |          |          |        |      |     |     |     |        |
| 4 giocatori    | 9               |         |         |        |          |          |        |      |     |     |     |        |
| N. Gallina     | Giants Bolzano  | 0       | 1       | 0      | 0        | 0        | 0      | 0    | 1   | 0   | 0   | 8      |
| 34 giocatori   | 6               |         |         |        |          |          |        |      |     |     |     |        |
| 2 giocatori    | 5               |         |         |        |          |          |        |      |     |     |     |        |
| 3 giocatori    | 3               |         |         |        |          |          |        |      |     |     |     |        |
| 12 giocatori   | 2               |         |         |        |          |          |        |      |     |     |     |        |
| 2 giocatori    | 1               |         |         |        |          |          |        |      |     |     |     |        |

- Miglior marcatore della stagione regolare: di Tunisi ( Seamen Milano), 139
- Miglior marcatore dei playoff: Simone ( Giants Bolzano), Bonacci ( Giants Bolzano) e Bonaparte ( Seamen Milano) 18
- Miglior marcatore della stagione: di Tunisi ( Seamen Milano), 152

## Passer rating
La classifica tiene in considerazione soltanto i quarterback con almeno 10 lanci effettuati.
| Giocatore    | Sq.             | G    | Att    | Comp   | Int  | Yds      | TD   | NFL    | NCAA   |
| ------------ | --------------- | ---- | ------ | ------ | ---- | -------- | ---- | ------ | ------ |
| Zahradka     | Seamen Milano   | 10+2 | 216+53 | 142+38 | 0+0  | 2385+523 | 40+6 | 147,47 | 214,15 |
| J. Brown     | Giants Bolzano  | 7    | 131    | 78     | 3    | 1008     | 17   | 113,80 | 162,42 |
| Monardi      | Panthers Parma  | 10+1 | 253+38 | 150+24 | 5+1  | 2037+220 | 24+1 | 104,27 | 149,17 |
| Croppenstedt | Ducks Lazio     | 3+1  | 21+3   | 11+2   | 1+1  | 191+5    | 3+0  | 86,11  | 147,35 |
| R. Brown     | Giants Bolzano  | 3+3  | 86+82  | 52+48  | 3+2  | 661+639  | 7+7  | 99,31  | 146,07 |
| Fortune      | Ducks Lazio     | 10+2 | 363+65 | 215+38 | 10+1 | 2503+393 | 28+4 | 93,75  | 135,48 |
| Ellison      | Rhinos Milano   | 10   | 288    | 163    | 9    | 2066     | 23   | 92,74  | 136,96 |
| Venuto       | Giaguari Torino | 4    | 81     | 51     | 1    | 504      | 4    | 91,80  | 129,06 |
| Crosta       | Seamen Milano   | 5+1  | 17+5   | 10+4   | 0+0  | 117+12   | 1+0  | 94,70  | 127,89 |
| Fimiani      | Lions Bergamo   | 6    | 104    | 50     | 2    | 750      | 6    | 83,41  | 123,85 |
| Rossi        | Panthers Parma  | 7    | 22     | 13     | 0    | 158      | 0    | 81,25  | 119,42 |
| Dean         | Dolphins Ancona | 10+1 | 248+33 | 131+16 | 9+2  | 1398+157 | 17+1 | 73,78  | 112,11 |
| Rubenzer     | Giaguari Torino | 6    | 103    | 52     | 2    | 602      | 5    | 76,60  | 111,72 |
| Dawson       | Guelfi Firenze  | 10+1 | 242+25 | 125+5  | 4+1  | 1432+54  | 14+0 | 72,52  | 109,00 |
| Germany      | UTA Pesaro      | 6    | 53     | 17     | 1    | 303      | 3    | 63,64  | 95,00  |
| Soto         | Lions Bergamo   | 2    | 23     | 11     | 4    | 158      | 1    | 45,47  | 85,10  |
| Fiordoro     | UTA Pesaro      | 9    | 161    | 64     | 8    | 853      | 4    | 44,86  | 82,52  |
| Morris       | Lions Bergamo   | 5    | 43     | 17     | 6    | 221      | 2    | 32,36  | 70,15  |
| Morelli      | Giaguari Torino | 5    | 53     | 18     | 6    | 144      | 0    | 3,30   | 34,14  |
| Simone       | Giants Bolzano  | 5+1  | 12+1   | 4+1    | 1+0  | 16+32    | 0+0  | 17,47  | 54,09  |

- Miglior QB della stagione regolare: Luke Zahradka ( Seamen Milano), 219,60
- Miglior QB dei playoff: Luke Zahradka ( Seamen Milano), 251,80
- Miglior QB della stagione: Luke Zahradka ( Seamen Milano), 214,15